# Савинцев, Николай Николаевич
Николай Николаевич Савинцев (10 января 1903, Орехово-Зуево — 12 октября 1974, Ленинград) — советский футболист, вратарь. Выступал за команды «Красное Орехово», Спартак» Петроградского р-на «А», «Большевик», «ГОМЗ» и сборную СССР.
Участник первого официального (но нелегального) матча сборной СССР с командой «Сборных Народных домов Турции» (сборной Турции) (3:2).
Однажды на тренировке сборной СССР Николай Савинцев отразил пять одиннадцатиметровых ударов подряд от Николая Старостина.
...Николай Савинцев был необычайно подвижен, молниеносно осуществлял свои решения. Игра его была фейерверком прыжков, падений, вскакиваний и рывков.Николай Старостин, Заслуженный мастер спорта СССР
...Беспрерывный танец на лезвии ножаПётр Исаков, Заслуженный мастер спорта СССР

## Достижения
- входил в Список 33 лучших футболистов сезона в СССР (3): 1928, 1930, 1931